# Cantó de Mûr-de-Bretagne
El cantó de Mûr-de-Bretagne (bretó Kanton Mur) és una divisió administrativa francesa situat al departament de Costes del Nord a la regió de Bretanya.

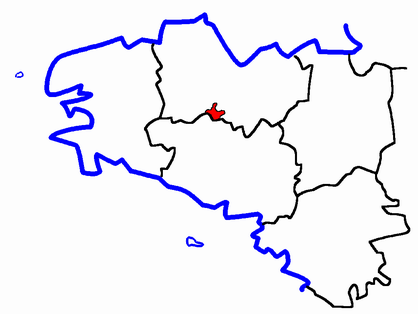
Situació del cantó

## Composició
El cantó aplega 5 comunes :
| Nom bretó                   | Nom francès               | Nom gal·ló |
| Kaorel                      | Caurel                    | ---        |
| Mur                         | Mûr-de-Bretagne           | ---        |
| Sant-Koneg                  | Saint-Connec              | ---        |
| Sant-Jili-ar-C'hozhvarc'had | Saint-Gilles-Vieux-Marché | ---        |
| Sant-Wenn                   | Saint-Guen                | ---        |

## Història
| Data d'elecció                           | Identitat         | Partit | Qualitat |
| ---------------------------------------- | ----------------- | ------ | -------- |
| 2001-                                    | Monique Le Clezio | PS     |          |
| les dades anteriors no són pas conegudes |                   |        |          |
|                                          |                   |        |          |